# Circondario di Postumia
Il circondario di Postumia era uno dei circondari in cui era suddivisa la provincia di Trieste.

## Storia
Il circondario venne istituito nel 1923 in seguito alla riorganizzazione amministrativa dei territori annessi al Regno d'Italia dopo la prima guerra mondiale; si estendeva sul territorio dei distretti giudiziari di Postumia e Senosecchia, più il comune di Caccia.
Il circondario di Postumia fu abolito, come tutti i circondari italiani, nel 1927, nell'ambito della riorganizzazione della struttura statale voluta dal regime fascista. Tutti i comuni che lo componevano rimasero in provincia di Trieste.

## Geografia antropica

### Suddivisioni amministrative
All'atto dell'istituzione, il circondario era diviso in 2 mandamenti, a loro volta suddivisi in 15 comuni:
- mandamento di Postumia
  - Bucuie; Caccia; Cossana; Postumia; San Michele di Postumia; San Pietro del Carso; Villa Slavina
- mandamento di Senosecchia
  - Auremo di Sopra (Gorenje Vreme); Cave Auremiane (Britov); Crenovizza; Famie; Lase; Senadole; Senosecchia; Villabassa di Senosecchia (Dolenja Vas)